# 丹治匠
丹治 匠（たんじ たくみ、1974年 - ）は、日本のアニメーション美術監督・美術制作スタッフ・映像演出家である。福島県出身。福島県立福島高等学校を経て、東京芸術大学美術学部絵画科卒業。

## 参加作品
- 1997年 CURE（美術助手）
- 1998年 蛇の道（コメットさんの弟 役）
- 1998年 フレンチドレッシング （遠藤孝史 役）
- 1999年 鮫肌男と桃尻女（美術助手）
- 2000年 カリスマ（美術助手）
- 2000年 回路（袋の男 役）
- 2000年 サンデイドライブ（真二 役）
- 2001年 冷静と情熱のあいだ（絵画制作）
- 2002年 Dolls（美術助手）
- 2003年 MOON CHILD（ストーリーボード）
- 2003年 あずみ（装画）
- 2003年 ドラゴンヘッド（画コンテ）
- 2004年 雲のむこう、約束の場所（美術監督（共同）、ハーモニー処理）
- 2006年 日本沈没（VFXアートディレクター）
- 2007年 秒速5センチメートル（美術監督（共同））
- 2007年 バブルへGO!! タイムマシンはドラム式（画コンテ）
- 2007年 東京タワー 〜オカンとボクと、時々、オトン〜（劇中作画）
- 2007年 舞妓Haaaan!!!（肖像画）
- 2007年 大日本人（四代目グッズ原画）
- 2007年 西遊記（VFXデザイナー）
- 2007年 Life 天国で君に逢えたら（画コンテ）
- 2008年 シャカリキ!（画コンテ）
- 2008年 隠し砦の三悪人 THE LAST PRINCESS（VFXデザイナー）
- 2008年 私は貝になりたい（画コンテ・イメージボード）
- 2008年 大成建設テレビCM「新ドーハ国際空港」篇（美術）
- 2009年 白洲次郎（イメージボード）
- 2009年 - 2010年 のだめカンタービレ 最終楽章（画コンテ）
- 2010年 プランゼット（マットペイント）
- 2011年 星を追う子ども（美術監督、絵コンテ協力）
- 2012年 るろうに剣心（イメージボード）
- 2012年 のぼうの城（イメージボード）
- 2013年 八重の桜（イメージボード）
- 2013年 プラチナデータ（イメージボード）
- 2013年 図書館戦争（画コンテ）
- 2013年 言の葉の庭（美術背景）
- 2013年 だれかのまなざし（美術監督）
- 2013年 瀬戸大橋記念館ブリッジシアター「天空の調べ」（美術監督）
- 2013年 世にも奇妙な物語 2013年 秋の特別編（「水を預かる」CG・VFX）
- 2013年 清須会議（イメージボード）
- 2014年 クロスロード（美術背景）
- 2014年 - 2015年 THE NEXT GENERATION -パトレイバー-（イメージボード）
- 2014年 るろうに剣心 京都大火編 / るろうに剣心 伝説の最期編（イメージボード）
- 2015年 進撃の巨人 ATTACK ON TITAN / 進撃の巨人 ATTACK ON TITAN エンド オブ ザ ワールド（イメージボード）
- 2015年 ギャラクシー街道（アニメーションパート演出）
- 2015年 GAMERA（イメージボード）
- 2016年 真田丸（イメージボード）
- 2016年 - 2018年 精霊の守り人（VFXビジュアルディレクター）
- 2016年 シン・ゴジラ（イメージボード）
- 2016年 君の名は。（美術監督（共同））
- 2017年 心が叫びたがってるんだ。（劇中アニメーション）
- 2019年 天気の子（美術背景）
- 2020年 COLOURS（監督（共同）・美術監督[1]）
- 2021年 時光代理人 -LINK CLICK-（美術監督（共同））
- 2021年 岬のマヨイガ（ふしぎっとキャラクター原案）
- 2022年 TANG タング（キャラクターデザイン）
- 2022年 すずめの戸締まり（美術監督）

### その他
- 福島県立福島高等学校（ラグビー部ロゴマーク制作）[2]

## 著書
- ヒューマン・モーション　赤ん坊・幼児・少年少女（グラフィック社、2010年）ISBN 978-4766121704
- ヒューマン・モーション03　思春期★少年（グラフィック社、2011年）ISBN 978-4766122510
- ヒューマン・モーション04　思春期★少女（グラフィック社、2011年）ISBN 978-4766122527
- はなちゃんのぼうし（こぐま社、2014年）ISBN 978-4772102230
- 水木しげるの妖怪なぞなぞめくり 家の中の巻（原作：水木しげる、作画を担当、こぐま社、2015年）ISBN 978-4772102254
- 水木しげるの妖怪なぞなぞめくり 山里の巻（原作：水木しげる、作画を担当、こぐま社、2015年）ISBN 978-4772102261
- かぁかぁ もうもう（こぐま社、2016年）ISBN 978-4772102339